# Parafia Najświętszej Maryi Panny Wspomożycielki Wiernych w Rojewie
Parafia Najświętszej Maryi Panny Wspomożycielki Wiernych w Rojewie – rzymskokatolicka parafia leżąca w granicach dekanatu gniewkowskiego. Erygowana w 1976 roku.

## Dokumenty
Księgi metrykalne: 
- ochrzczonych od 1976 roku
- małżeństw od 1976 roku
- zmarłych od 1976 roku